# Dipara nigrofasciata
Dipara nigrofasciata är en stekelart som beskrevs av Karl-Johan Hedqvist 1969. Dipara nigrofasciata ingår i släktet Dipara och familjen puppglanssteklar.
Artens utbredningsområde är Madagaskar. Inga underarter finns listade i Catalogue of Life.